# Eiskunstlauf-Europameisterschaften 1931
Die 30. Eiskunstlauf-Europameisterschaften fanden 1931 in Wien (Herren) und St. Moritz (Damen und Paare) statt.

## Ergebnisse

### Herren
| Platz | Sportler          | Land            |
| ----- | ----------------- | --------------- |
| 1     | Karl Schäfer      | Österreich      |
| 2     | Ernst Baier       | Deutsches Reich |
| 3     | Hugo Distler      | Österreich      |
| 4     | Marcel Vadas      | Ungarn          |
| 5     | Otto Hartmann     | Österreich      |
| 6     | Rudolf Zettelmann | Österreich      |

### Damen
| Platz | Sportlerin       | Land               |
| ----- | ---------------- | ------------------ |
| 1     | Sonja Henie      | Norwegen           |
| 2     | Fritzi Burger    | Österreich         |
| 3     | Hilde Holovsky   | Österreich         |
| 4     | Vivi-Anne Hultén | Schweden           |
| 5     | Lilly Weiler     | Österreich         |
| 6     | Yvonne de Ligne  | Belgien            |
| 7     | Ilse Hornung     | Österreich         |
| 8     | Else Flebbe      | Deutsches Reich    |
| 9     | Reneé Volpato    | Königreich Italien |
| 10    | Piroska Leviczky | Ungarn             |

### Paare
| Platz | Sportlerin                     | Land       |
| ----- | ------------------------------ | ---------- |
| 1     | Olga Orgonista / Sándor Szalay | Ungarn     |
| 2     | Emília Rotter / László Szollás | Ungarn     |
| 3     | Lilly Gaillard / Willy Petter  | Österreich |